# Malta al Festival de la Cançó d'Eurovisió Júnior
Malta va ser un dels països fundadors que va debutar al Festival de la Cançó d'Eurovisió Júnior en 2003.
El país insular va participar durant les primeres vuit edicions (2003-2010) i es va absentar durant dos anys (2011-2012). Hi va tornar per al festival de 2013, on van guanyar amb Gaia Cauchi i la cançó "The start". Durant les seves vuit participacions seguides, tan sols va quedar tres vegades dins del top 10 (en 2003, en 2008 i en 2009), mentre que al festival de 2005 va quedar en última posició. Després de tornar-hi en 2013, ha tingut millors resultats, amb una primera posició inclosa.
Es tracta d'un dels pocs països fundadors que encara participen en el festival infantil. Els altres països són Països Baixos i Belarús, que han estat presents en totes les edicions celebrades. La participació de 2015 va aconseguir el rècord de punts en una victòria, de manera que va desbancar María Isabel d'Espanya, qui va guanyar en 2004.
D'altra banda, Malta ha organitzat el festival en dues ocasions. La primera va ser en la totalitat de l'illa, encara que la final es va celebrar a Marsa en 2004. L'altra, va ser en 2016 a La Valletta.

## Història
El 16 de juliol de 2011, PBS va anunciar la seva retirada de la novena edició del Festival de la Cançó d'Eurovisió Junior; la primera vegada que Malta va estar absent. Malta no va participar el 2011 i el 2012, i va decidir tornar el 2013. El 2013, PBS va optar per una selecció interna ja que l'emissora va decidir tornar al concurs en una fase força tardana (25 de setembre de 2013). PBS va escollir Gaia Cauchi com a representant de Malta del 2013.
Com que Malta té diversos idiomes oficials, els participants poden cantar en maltès i anglès.

## Participació
Llegenda
| Any                                   | Seu         | Artista             | Cançó                      | Lloc | Punts |
| ------------------------------------- | ----------- | ------------------- | -------------------------- | ---- | ----- |
| 2003                                  | Copenhaguen | Sarah Harrison      | «Like a Star»              | 7    | 56    |
| 2004                                  | Lillehammer | Young Talent Team   | «Power of a Song»          | 12   | 14    |
| 2005                                  | Hasselt     | Thea & Friends      | «Make It Right»            | 16   | 18    |
| 2006                                  | Bucarest    | Sophie Debattista   | «Extra Cute»               | 11   | 48    |
| 2007                                  | Rotterdam   | Cute                | «Music»                    | 12   | 37    |
| 2008                                  | Limassol    | Daniel Testa        | «Junior Swing»             | 4    | 100   |
| 2009                                  | Kíev        | Francesca & Mikaela | «Double Trouble»           | 8    | 55    |
| 2010                                  | Minsk       | Nicole Azzopardi    | «Knock Knock!…Boom! Boom!» | 13   | 35    |
| No hi va participar entre 2011 i 2012 |             |                     |                            |      |       |
| 2013                                  | Kíev        | Gaia Cauchi         | «The Start»                | 1    | 130   |
| 2014                                  | Marsa       | Federica Falzon     | «Diamonds»                 | 4    | 116   |
| 2015                                  | Sofia       | Destiny Chukunyere  | «Not My Soul»              | 1    | 185   |
| 2016                                  | La Valletta | Christina Magrin    | «Parachute»                | 6    | 191   |
| 2017                                  | Tbilisi     | Gianluca Cilia      | «Dawra Tond»               | 9    | 107   |
| 2018                                  | Minsk       | Ela Mangion         | «Marchin' On»              | 5    | 181   |
| 2019                                  | Gliwice     | Eliana Gomez Blanco | «We Are More»              | 19   | 29    |
| 2020                                  | Varsòvia    | Chanel Monseigneur  | «Chasing Sunsets»          | 8    | 100   |
| 2021                                  | París       | Ike & Kaya          | «My Home»                  | 12   | 97    |
| 2022                                  | Erevan      | Gaia Gambuzza       | «Diamonds In The Skies»    | 16   | 43    |
| 2023                                  | Niça        | Yulan               | «Stronger»                 | 10   | 94    |
| 2024                                  | Madrid      | Ramires Sciberras   | «Stilla Ċkejkna»           | 5    | 153   |

## Festivals organitzats a Malta
| Edició                                       | Ciutat seu  | Localització                    | Presentantdors              |
| -------------------------------------------- | ----------- | ------------------------------- | --------------------------- |
| Festival de la Cançó d'Eurovisió Junior 2014 | Marsa       | Malta Shipbuilding              | Moira Delia                 |
| Festival de la Cançó d'Eurovisió Junior 2016 | La Valletta | Mediterranean Conference Centre | Valerie Vella i Ben Camille |